# Bible de Kralice

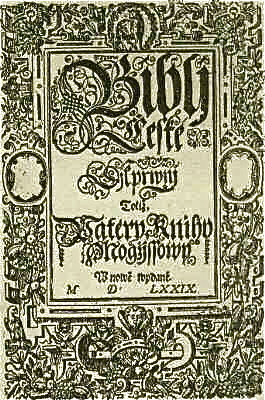
Bible de Kralice, couverture du premier volume.

La Bible de Kralice (tchèque : Bible kralická) est la première traduction complète de la Bible en tchèque à partir de l'hébreu, de l'araméen et du grec.
Les premières traductions de la Bible en proto-slave remontent au neuvième siècle, et elles furent effectuées par Cyrille et Méthode. Puis, il y eut des traductions manuscrites comme la Bible olomoucká (cs) en 1417 ou la Bible boskovická (cs) en 1415. La première Bible traduite en tchèque et imprimée fut la Bible de Prague en 1488. On trouve ensuite la Bible de Melantrich en 1549. Mais elles furent toutes traduites à partir du latin et de la Vulgate, et la nouveauté de la Bible de Kralice est de s'appuyer sur l'hébreu, l'araméen et le grec.
Traduite par les Frères tchèques, la Bible de Kralice a été imprimée dans la ville de Kralice en Moravie. La première édition contenait six volumes et a été publiée entre 1579 et 1593. La troisième traduction, de 1613, est celle qui est la plus largement connue aujourd'hui.